# Катрин, Филип
Фили́п Катри́н (род. 27 октября 1942 года) — бельгийский джазовый гитарист.

## Биография
Филип Катрин родился в Лондоне в семье англичанки и бельгийца. Вырос в Брюсселе. Его дедушка играл на скрипке в Лондонском симфоническом оркестре . Катрин начал играть на гитаре в подростковом возрасте, а к семнадцати годам уже профессионально выступал на местных площадках.
Он выпустил свой дебютный альбом Stream в 1972 году. В течение следующих нескольких лет он учился в музыкальном колледже Беркли в Бостоне у Мика Гудрика и Джорджа Рассела. В 1976 году он и гитарист Ларри Кориэлл записали альбом и гастролировали как акустический дуэт. В следующем году Катрин записал альбом с Чарльзом Мингусом, который называл Филипа «Юный Джанго». В начале 1980-х Катрин гастролировал с Бенни Гудманом, затем в трио с Дидье Локвудом и Кристианом Эскуде, затем с Четом Бейкером. В течение 1990-х он записал три альбома с трубачом Томом Харреллом.
Катрин также работал с Лу Беннетом, Кенни Дрю, Декстером Гордоном, Граппелли, Карин Крог, Полом Куном и многими другими.

## Дискография
- 1972 Stream (Warner Bros.)
- 1974 September Man (Atlantic)
- 1974 Toots Thielemans, Philip Catherine, and Friends (Keytone)
- 1975 Guitars (Atlantic)
- 1977 Twin-House с Ларри Кориэллом (Elektra)
- 1978 Splendid с Ларри Кориэллом (Elektra)
- 1979 Sleep My Love (CMP)
- 1980 Babel (Elektra)
- 1982 End of August (WEA)
- 1983 Trio с Дидье Локвудом и Кристианом Эскуде (JMS)
- 1983 Crystal Bells с Четом Бейкером
- 1983 The Viking (Pablo)
- 1987 Transparence (in-akustik)
- 1988 September Sky
- 1990 Oscar (Igloo)
- 1992 Spanish Nights (Enja)
- 1993 Art of the Duo (Enja)
- 1996 Teenagers с Джорджем Мрацем
- 1998 Guitar Groove (Dreyfus)
- 2000 Blue Prince (Dreyfus)
- 2000 Triangular (A Records)
- 2002 Summer Night (Dreyfus)
- 2007 Guitars Two (Dreyfus)
- 2010 Concert in Capbreton (Dreyfus)
- 2011 Plays Cole Porter (Challenge)
- 2012 Cote Jardin (Challenge)
- 2014 New Folks с Мартином Виндом (ACT)
- 2015 The String Project Live in Brussels (ACT)
- 2015 There'll Never Be Another You
- 2019 La Belle Vie (Sunset)